# Кебан
Кеба́н (тур. Keban) — город и район в провинции Элязыг на востоке Турции.

## История
В 1218 году здесь произошло сражение между войсками конийского султана Кей-Кавуса I и Левона II — царя Киликийской Армении, в результате которого Киликийская армия была полностью расформирована.

## Плотина Кебан
В 1966 году начато строительство ГЭС Кебан на Евфрате. Высота плотины из местных грунтовых материалов превышает 200 м. Заполнение водохранилища началось в 1974 году. Действия Турции по использованию водных ресурсов в 1974 и 1981 годах во время строительства плотин Кебан и Каракайя стали причиной кризиса в отношениях Турции с Сирией и Ираком, вызывая острые дипломатические трения между этими странами. В результате строительства плотины Кебан и плотины Табка в Сирии вследствие снижения уровня сброса произошло повышение уровня засоления вод реки Евфрат в Ираке (ниже по течению).